# Л.М.Л.
«Л. М. Л. / L. M. L» — (Л.М.Л. (рос.) = Лучик Мой Любимый, П.М.У. (укр.) = Промінчик Мій Улюблений чи П.М.К. (укр.) = Промінчик Мій Коханий) шістнадцятий сингл російсько-українського гурту «ВІА Гра», з альбому «Поцелуи» / L.M.L. (видається за кордоном під назвою Nu Virgos).
Текст пісні є віршованою компіляцією, до складу якої  практично на 95 відсотків входить переклад з французької мови вірша Михайла Юрійовича Лермонтова під назвою "Quand je te vois sourire" (повний текст без останнього речення). Про це ані автор тексту пісні Юрій Камінський, ані продюсер Костянтин Меладзе намагаються не говорити. Оскільки використано переклад з французької на російську вірша Лермонтова, більша частина слухачів пісні не здогадуюється про плагіат.

## Відеокліп
Шістнадцятий кліп гурту «ВІА Гра».
Режисер кліпу Алан Бадоєв.

## Нагороди
- Пісня року 2006.

## Учасники запису
- Віра Брежнєва
- Альбіна Джанабаєва
- Ольга Корягіна